# Tivoligarden spiller
Tivoligarden spiller er en dokumentarfilm fra 1954 instrueret af Astrid Henning-Jensen, Bjarne Henning-Jensen efter manuskript af Astrid Henning-Jensen, Bjarne Henning-Jensen.

## Handling
Tivoligarden marcherer gennem Københavns gader. Filmen er tænkt anvendt som en festlig optakt og afrunding af et børnefilmprogram.